# Park bludných balvanů Nochten
Park bludných balvanů Nochten (německy Findlingspark Nochten) je venkovní zahrada o rozloze 20 hektarů v Horní Lužici v německé spolkové zemi Sasko, asi 5 km jižně od města Weißwasser (Běła Woda). Park je vytvořen ze 7 000 skandinávských bludných balvanů. Jedná se o příklad rekultivace po těžbě hnědého uhlí. Kameny získané z bývalých povrchových dolů jsou umístěny v uměle vytvořeném zahradním světě.
V průběhu ročních období pokrývá park téměř celé barevné spektrum místní a exotické flóry. Tento park byl postaven severovýchodně od Nochten v letech 2000 až 2003 na rekultivační oblasti hnědouhelného dolu Nochten. Naučná stezka otevírá přes 90 reprezentativních kopií, štítky a informační tabule poskytují informace o druhu skály a jejím původu.
Park bludných balvanů je částí mezinárodní zahradní stezky, která spojuje okolo 30 parků a zahrad na obou stranách Nisy. Od svého založení v roce 2003 navštívilo park téměř 1,5 milionu turistů.